# Kanin (Beelitz)
Kanin ist ein Dorf in Brandenburg. Es ist ein Gemeindeteil von Busendorf, einem Ortsteil der Stadt Beelitz im Landkreis Potsdam-Mittelmark.

## Lage
Kanin liegt am Rande des Naturparks Nuthe-Nieplitz, umgeben von weitreichenden Kiefernwäldern. Die Landeshauptstadt Potsdam ist etwa 30 Kilometer entfernt, die Stadt Werder liegt zehn Kilometer nordöstlich und die Stadt Beelitz etwa zwölf Kilometer südöstlich des Dorfes. Umliegende Ortschaften sind die Werderaner Ortsteile Bliesendorf im Norden und Glindow im Nordosten, Klaistow im Osten, Fichtenwalde im Südosten, Borkwalde im Süden, Busendorf im Westen sowie Damsdorf in der Gemeinde Kloster Lehnin im Nordwesten.
Kanin liegt an der Landesstraße 88 von Werder nach Lehnin sowie an der Kreisstraße 6917 nach Treuenbrietzen. Die Bundesautobahn 10 verläuft nördlich von Kanin, die nächstgelegene Anschlussstelle Glindow ist etwa drei Kilometer entfernt. Südwestlich des Ortes befindet sich der Truppenübungsplatz Lehnin.

## Geschichte
Kanin wurde erstmals 1419 oder 1420 unter dem Namen Kanyn urkundlich erwähnt. Das Dorf ist allerdings vermutlich älter. Der Ortsname ist slawisch und beschreibt einen Ort, an dem es Raubvögel gibt. Bei dem Ort handelt es sich um ein typisches wendisches Rundlingsdorf. Zusammen mit den Nachbardörfern Busendorf und Klaistow bildete Kanin bis zu den Befreiungskriegen 1815 eine Exklave des Königreichs Sachsen innerhalb Preußens, somit war Kanin das nördlichste Dorf Sachsens. Die Lage führte zu der kuriosen Situation, dass der Ort Kanin selbst zu Sachsen gehörte, der Dorfkrug jedoch in Preußen lag. Somit konnten sich preußische Deserteure in Kanin in Sicherheit bringen, wurden jedoch im preußischen Dorfkrug von Husaren gefangen genommen.
Der Krug von Kanin wird zum Jahr 1450 in der umfangreichen Chronik der Familie von Rochow in einer Auflistung zugehörig „des bekannten Raubritters“ Wichard VIII. von Rochow als „kannye der kruck“ unter Punkt 20 aufgeführt. Die später sich herausbildende Familienlinie Golzow hatte Mitte des 16. Jahrhunderts (die Brüder Wittich von Rochow und Hans Zacharias I. von Rochow) kurz Teile von Kanin in ihrem Besitz und veräußerte diese 1578 an einen Claus von Arnim-Zichow. Dessen Sohn Henning wiederum besaß diese nur bis 1609. Die Plessower Linie der Familie von Rochow dagegen hielt 1⁄2 Kanin von mindestens 1661 bis nachweislich 1861. Hans Wilhelm III. von Rochow auf Plessow und Stülpe erwähnte in seinem Testament von 1887 in der Aufzählung seines Eigentums den Ort als Rittergutsanteil nicht mehr. Er übertrug aber die Pflichten des weiter bestehenden Kirchenpatronats dem dritten Sohn (Fritz) Friedrich Ludwig VII. von Rochow-Plessow (1858–1914). Zuvor wurde Kanin in der Rochow-Historie immer zum jeweiligen Eigentümer von Schloss Plessow explizit genannt, nicht in den mehrfach veröffentlichten Güteradressbüchern. Kanin war nämlich kein ausgewiesenes Rittergut, nur ein Teil von Plessow, und wird keine sehr große Fläche umfasst haben. Das Kirchenpatronat haben sich die Rochows wohl zum Schluss sichtbar mit den letzten Rittergutsbesitzern auf Groß Kreutz geteilt. Daher steht an einer Erinnerungstafel in der Dorfkirche Kanin neben Fritz von Rochow auch Gebhard von der Marwitz (1890–1914) als Opfer des Ersten Weltkriegs.
Die Ursprünge der aus Feldsteinen errichteten Dorfkirche Kanin gehen auf das frühe 13. Jahrhundert zurück. Das heutige spätgotische Kirchenschiff entstand im 14. Jahrhundert. 1540 kam die Kirche an die Pfarrei Bliesendorf. Die Dorfkirche Kanin wurde von den Bewohnern der Dörfer Busendorf, Kanin, Klaistow und Ferch genutzt, aufgrund der geringen Einwohnerzahl der Gemeinden teilten sich die dortigen Kinder eine Schule, die sich ebenfalls in Kanin befand. Die Schule wurde 1960 geschlossen und die Kinder nach Fichtenwalde geschickt.
Kanin war und ist ein überwiegend landwirtschaftlich geprägtes Dorf. In den 1950er Jahren entstand in Kanin eine Landwirtschaftliche Produktionsgenossenschaft (LPG), die in den 1960er Jahren mit den LPGen aus Busendorf und Kanin zu der LPG „Freiheit“ zusammengelegt wurde. Seit der politischen Wende wird in und um Kanin vermehrt Spargel angebaut.
Nach dem Wiener Kongress 1815 kam das vormals sächsische Kanin an das Königreich Preußen und wurde im Zuge der Kreisneubildung 1817 dem Landkreis Zauch-Belzig angeschlossen. Zum 1. Juli 1950 wurde Kanin zusammen mit Klaistow der Nachbargemeinde Busendorf angeschlossen und am 25. Juli 1952 dem neugebildeten Kreis Potsdam-Land zugeordnet. Nach der Wende lag Kanin zunächst im Landkreis Potsdam, bevor der Ort bei der Kreisreform im Dezember 1993 dem Landkreis Potsdam-Mittelmark zugeordnet wurde. Am 31. Dezember 2001 wurde Busendorf mit seinen Gemeindeteilen nach Beelitz eingemeindet.

## Einwohnerentwicklung
| 1875 | 191 | 1910 | 165 | 1933 | 423 | 1946 | 185 |
| 1890 | 177 | 1925 | 202 | 1939 | 494 |      |     |

## Sonstiges
Die Kirche von Kanin war 2004–2005 als Pfarrkirche der Insel Soonderney des Pfarrers Karl-Heinz Erdmann (dargestellt von Jürgen von der Lippe) einer der Drehorte, in der 14-teiligen Fernsehserie Der Heiland auf dem Eiland. In Vorbereitung zu den Dreharbeiten wurden die Kirche und der Kirchhof teilweise restauriert.